# Rezan Corlu
Rezan Corlu, né le 7 août 1997 à Glostrup au Danemark, est un footballeur danois qui évolue au poste de milieu offensif au Kristiansund BK.

## Biographie

### Brøndby IF
Rezan Corlu est formé au Brøndby IF, où il fait toute sa formation. En juin 2015 il est promu en équipe première. Il joue son premier match en professionnel le 2 juillet 2015, lors d'une rencontre qualificative pour la Ligue Europa face à l'AC Juvenes/Dogana. Il entre en jeu à la place de Lebogang Phiri et participe à la large victoire de son équipe par neuf buts à zéro en inscrivant également son premier but en pro. Le 26 juillet suivant il fait sa première apparition en Superligaen en entrant en jeu à la place de Andrew Hjulsager lors d'une défaite de Brøndby face à l'Odense Boldklub (1-2).

### AS Rome
Le 1er août 2017 Rezan Corlu s'engage avec l'AS Rome.

### Lyngby BK
Le 7 juillet 2018, Rezan Corlu est prêté par l'AS Rome au Lyngby BK. Il inscrit ses deux premiers buts pour le club le 25 novembre 2018, lors d'une rencontre de championnat face au FC Roskilde. Il marque ces deux buts après être entré en jeu, et participe ainsi à la large victoire de son équipe par quatre buts à zéro.
Le 21 juin 2019 Corlu retourne au Brøndby IF mais il est prêté dans la foulée au Lyngby BK pour la saison 2019-2020.
Le 31 août 2021, lors du dernier jour du mercato, Rezan Corlu fait son retour définitif au Lyngby BK,.

### En sélection
Rezan Corlu est sélectionné à plusieurs reprises dans les équipes de jeunes du Danemark, il marque notamment deux buts avec les moins de 19 ans en 2014 face à l'Albanie (victoire 1-0 des Danois) et contre le Portugal (défaite 2-1).
Corlu joue également deux matchs en 2017 avec les moins de 20 ans.